# Малайці Індонезії
Малайці (власна назва оранг-мелаю — «люди країни Мелаю», малай. Orang Melayu, джаві: أورڠ ملايو) — один із корінних народів Індонезії.
Малайці широко розселені в Південно-Східній Азії. Крім Індонезії, вони живуть також у Малайзії, Сінгапурі, Брунеї, на півдні Таїланду та в інших країнах. Через політичний поділ шляхи розвитку малайського населення в цих країнах розійшлися й у кожній з них вони мають свій специфічний характер.
В Індонезії проживає найбільша в світі малайська громада, але відцентрові процеси в її середовищі переважають над консолідаційними. Більшість малайців Індонезії ідентифікує себе за різними невеликими областями, колись незалежними султанатами: ріау-малайці, палембанги (мусі-малайці), джамбі-малайці, сіаки, асагани, делі-малайці, бенгкулу-малайці, банканці, белітунги, малайці Понтіанаку, самбаси, кутейці, пасирці та ін. Існують різні думки про те, чи вони є частиною єдиного етносу, чи становлять конгломерат окремих етнічних груп, кожна з власною ідентичністю. Така ситуація обумовлює суттєві відмінності в оцінці чисельності малайців Індонезії. Офіційна статистика країни керується принципом самоідентифікації окремих груп малайського населення, а остання до того ще й може змінюватись із плином часу. Про це, зокрема, свідчать дані переписів населення Індонезії 2000 та 2010 років.

## Розселення
Основними районами розселення малайців в Індонезії є східна частина острова Суматра, прибережні райони західного та східного Калімантану, а також численні менші острови між Суматрою та Калімантаном.
На сході провінції Північна Суматра розселені делі-малайці (Melayu Deli, Melayu Langkat) та асагани (Melayu Asahan), в сусідніх районах провінції Ачех — таміанги (Melayu Tamiang), всі вони об'єднуються під назвою північносуматранські малайці. Ріау-малайці (Melayu Riau) населяють провінції Ріау та Острови Ріау, джамбійці (джамбі-малайці, Jambi, Melayu Jambi) — провінцію Джамбі. Найбільшою малайською групою Південної Суматри є мусі-малайці (мусі, Musi), до складу яких входять палембанги (Wong Palembang), а також мусі-баньюасини (Musi Banyuasin), мусі-секаю (Musi Sekayu). Інші малайські народи Південної Суматри: баньюасини (Melayu Banyu Asin), лагати (Melayu Lahat), семендо (Melayu Semendo). Близькими до них є також бенгкулу-малайці (Melayu Bengkulu) в однойменній провінції. Острови Банка та Белітунг, розташовані на схід від Суматри, населяють банканці (Orang Bangka) та белітунги (Urang Belitong).
На острові Калімантан малайці живуть у прибережних містах, уздовж берегів річок, особливо в їхній нижній течії; річкою Капуас їхні поселення сягають майже верхньої течії. Всі вони певною мірою перемішані з місцевими даяками, а також бугами, макасарами, яванцями, банджарами, китайцями. У провінції Західний Калімантан живуть малайці Понтіанаку (Melayu Pontianak, Dayak Melayu Pontianak) та самбаси (Melayu Sambas, Dayak Melayu Sambas). Найбільшими малайськими групами Східного Калімантану є кутейці (Kutai) та пасирці (Pasir).

## Чисельність
За переписом населення Індонезії 2000 року в країні налічувалось 6 946 тис. малайців. Вони становили 3,45 % всього населення й були третьою за чисельністю (після яванців та сунданців) етнічною групою країни. До цього числа не включалися мусі-баньюасини, самбаси, кутейці, пасирці, які обчислювалися окремо. Найбільші групи малайського населення були зосереджені в провінціях Південна Суматра, Ріау (на той час вона включала й Острови Ріау), Джамбі, Західний Калімантан, Банка-Белітунг та Північна Суматра:
| Провінція           | Етнічна група           | Чисельність, осіб | Доля в населенні провінції              |
| ------------------- | ----------------------- | ----------------- | --------------------------------------- |
| Північна Суматра    | малайці                 | 566 139           | 4,92 %                                  |
| Ріау                | малайці                 | 1 792 558         | 37,74 %, найбільша етнічна група        |
| Джамбі              | малайці                 | 910 832           | 37,87 %, найбільша етнічна група        |
| Південна Суматра    | малайці мусі-баньюасини | 2 142 523 213 918 | 31,25 %, найбільша етнічна група 3,12 % |
| Бенгкулу            | малайці                 | 123 868           | 7,93 %                                  |
| Лампунг             | малайці                 | 236 292           | 3,55 %                                  |
| Банка-Белітунг      | малайці                 | 646 194           | 71,89 %, найбільша етнічна група        |
| Західний Калімантан | малайці самбаси         | 280 107 444 929   | 7,50 % 11,92 %, найбільша етнічна група |
| Східний Калімантан  | кутейці пасирці         | 224 859 54 162    | 9,21 % 2,22 %                           |
| Джакарта            | малайці                 | 134 477           | 1,62 %                                  |
| Балі                | малайці                 | 196 698           | 0,53 %                                  |

Дані перепису 2010 року суттєво відрізняються від попередніх. Відмінності стосуються як ідентифікації, так розподілу малайського населення Індонезії. Загальна чисельність малайців становила 5 365 399 осіб (2,27 % населення країни, 10 місце). Найбільше їх проживало в провінціях Ріау 1 828 815 осіб (33,02 % населення провінції), Західний Калімантан 814 550 осіб (18,53 %), Північна Суматра 771 668 осіб (5,94 %), Південна Суматра 602 741 особа (8,09 %), Острови Ріау 501 061 особа (29,90 %), Західна Ява 190 224 особи (0,44 %), Джамбі 164 979 осіб (5,34 %), Джакарта 92 088 осіб (0,96 %), Бантен 87 443 особи (0,82 %), Центральний Калімантан 86 322 (3,90 %), Бенгкулу 48 331 особа (2,82 %), Західна Суматра 39 629 осіб (0,82 %).
До складу малайців дані перепису 2010 року не включали джамбійців, палембангів, банканців, белітунгів. Джамбійці входили до складу народів Джамбі (Suku asal Jambi), палембанги — до складу народів Південної Суматри (Suku asal Sumatera Selatan), банканці та белітунги — до складу інших народів Суматри (Suku asal Sumatera lainnya), кутейці та пасирці — до складу інших народів Калімантану (Suku asal Kalimantan lainnya), таміанги — до складу народів Ачеху (Suku asal Aceh). Оскільки джамбійці та палембанги є найбільшими народами в своїх групах, певний інтерес можуть становити дані стосовно чисельності цих груп. Загальна чисельність народів Південної Суматри в Індонезії становила 5 119 581 особа (2,16 % населення країни, 11 місце), найбільше в провінціях Південна Суматра 4 120 408 (55,31 % населення провінції), Лампунг 409 151 (5,38 %), Бенгкулу 144 197 (8,41 %), Західна Ява 95 502 (0,22 %), Джакарта 71 987 (0,75 %), Бантен 64 803 (0,61 %), Джамбі 57 663 (1,86 %), Банка-Белітунг 47 956 (3,92 %), Острови Ріау 32 941 (1,97 %), Західний Калімантан 23 428 (0,53 %). Чисельність народів Джамбі становила 1 415 547 осіб (0,6 %, 25 місце), за провінціями: Джамбі 1 337 521 (43,26 %), Південна Суматра 16 198 (0,22 %), Західна Ява 14 821 (0,03 %).

## Мова
Говорять діалектами малайської мови, що належить до західної гілки австронезійських мов. Найбільш тісно вона пов'язана з мовою мінангкабау, ібанськими мовами «морських даяків» Калімантану та ачеською мовою, значно менше — з сунданською, яванською та мадурською, основними мовами острова Ява.
Перші писемні пам'ятки малайською мовою датуються серединою I тис. після Р. Х., вони використовували абетку південноіндійського походження. В XIV—XV ст. отримало поширення арабське письмо (джаві). В XIX ст. воно було значною мірою витіснене латиницею, але арабський шрифт іноді все ще використовується для запису та друку релігійних мусульманських текстів та деяких творів середньовічної малайської літератури. Малайською мовою існує багатий фольклор, епос, історичні твори, середньовічні романи, з XIX ст. отримала поширення професійна література.
Ще задовго до доби європейського колоніалізму малайську мову розуміли в усіх приморських районах Південно-Східної Азії й у далеких портах на півдні Китаю та Персії. Вона була тісно пов'язана з морською торгівлею й виконувала роль лінгва франка в регіоні, засобом спілкування між різноетнічними жителями різних островів архіпелагу. Сама по собі й як засіб для передачі запозичень із санскриту, арабської та португальської мов, малайська мала глибокий вплив на інші мови Індонезії та Філіппін.
Ріау-малайський діалект вважається «найчистішою» або «найвишуканішою» малайською мовою, він став основою для сучасних малайської в Малайзії та індонезійської в Індонезії літературних мов. Зараз ці мови є державними у відповідних країнах.
Число носіїв індонезійської мови, за даними перепису населення 2010 року, становило 42 682 566 осіб (19,94 % населення); крім того, нараховувалось ще 7 901 386 носіїв малайської мови (3,69 %). При цьому відповідності між етнічною належністю та мовою, якою говорить населення, немає. Індонезійською, часто як другою, володіє більшість населення країни. Вона не асоціюється з жодною етнічному групою, є одним із елементів інтеграції єдиної індонезійської нації, потужним фактором впровадження державної мовної й освітньої політики. Індонезійська мова використовується практично в усіх сферах життя країни, має добре розвинений масив літератури та достатню нейтральність щодо етнічної належності та стилістичних особливостей.
Малайська мова, яку розмовляють на Суматрі, відрізняється від мови півострова Малакка наявністю голландських, а не англійських запозичень. З іншого боку, їй не вистачає яванського та інших впливів, характерних для малайської мови, якою розмовляють у Джакарті інших та містах Яви й яка сильно впливає на сучасний розмовний та писаний варіант індонезійської мови.
Рівень грамотності в індонезійських провінціях зі значною часткою малайського населення є високим за національними стандартами, 2005 року він становив 94,54 % у провінції Джамбі, 95,44 % у провінції Банка-Белітунг, 95,63 % у Південній Суматрі, 95,97 % на Островах Ріау та 97,76 % в провінції Ріау (для порівняння цей показник становив 87,41 % для Центральної Яви та 78,79 для Західної Нуса-Тенгари).

## Релігія

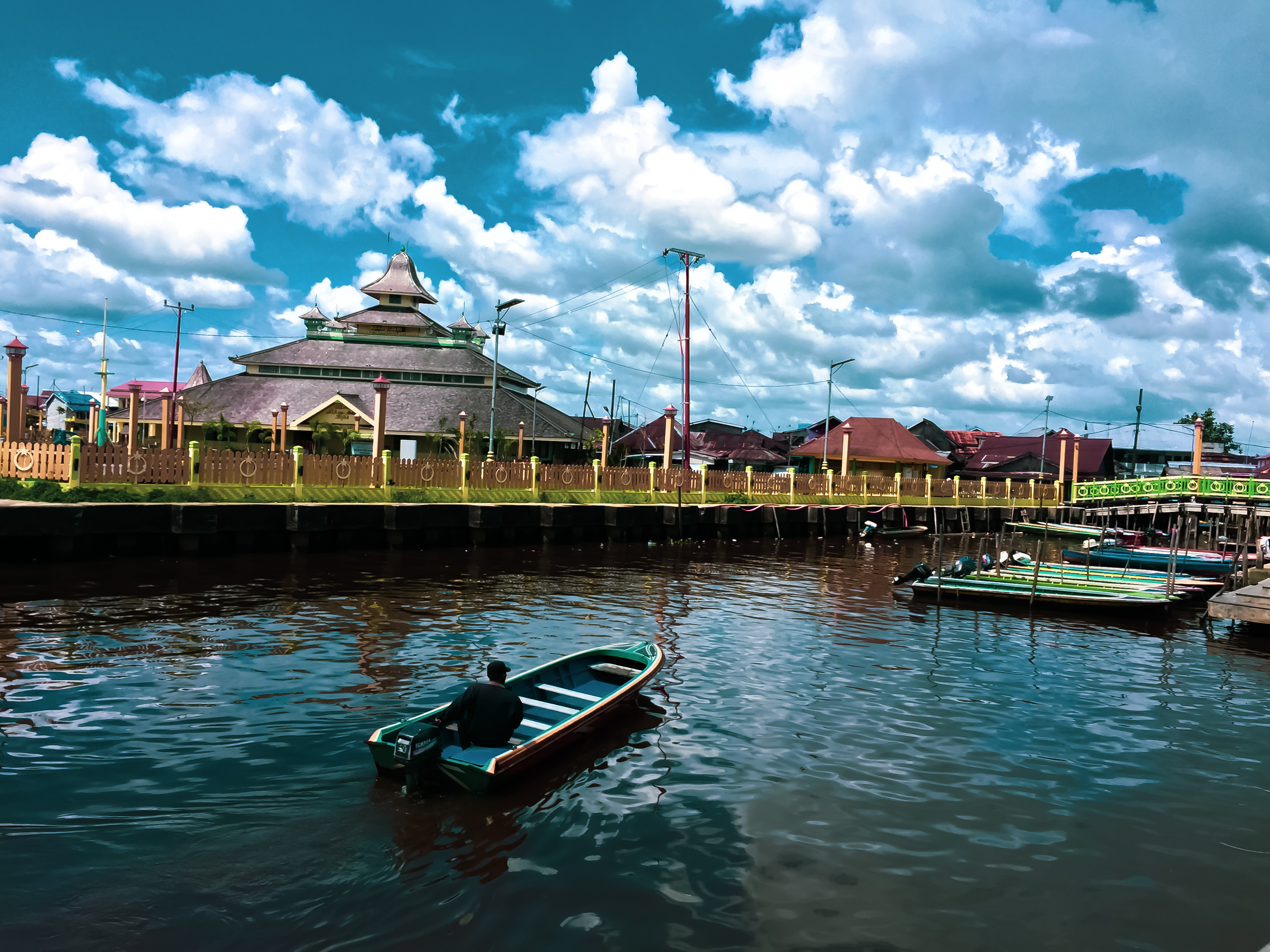
Головна мечеть в Понтіанаці.

За релігією малайці — мусульмани-суніти. Іслам є невід'ємною частиною малайської ідентичності принаймні з XIV століття. Він пронизує кожен аспект малайської культури. В малайське життя міцно увійшли елементи мусульманського майнового та сімейного права. Малайці відзначають усі головні ісламські свята. Мусульманські обряди виконуються також на початку та наприкінці кожної традиційної церемонії.
Вже в семирічному віці діти починають вчитися читати Коран, опановуючи правильну вимову, наголос, ритм та тон; проте вони зазвичай не розуміють того, що читають. Майстерність читання Корану дуже цінується, проводять змагання на регіональних та загальнодержавних конкурсах (Mushabaqah Tiliwatil Qur'an), які транслюють по телебаченню разом із танцями «ісламського духу» (Bernafaskan Islam).
Разом із тим, в малайському суспільстві зберігається віра в духів, багато церемоній лишаються індуїстсько-буддійськими за змістом. Особливо сильною віра в духів є в селах. Люди вірять в існування духів-охоронців пенунгу, що живуть на деревах, на могилах, в хатах й захищають села від «сторонніх» духів. Інші духи населяють конкретні місця. Зайшовши на «територію духу», у нього просять дозволу на вхід. Щоб не посваритися з духами, їм приносять дарунки. Люди вірять, що образа духа викликає хворобу. Вірять також в існування привидів ганту, гномів джембаланг. Більш ортодоксальні мусульмани розрізняють добрих духів джин та злих духів сетан, це узгоджується з ісламським вченням.
Сила магії широко визнається. Люди носять амулети, вірять, що зброя, трон, дерево баньян, а також окремі особи, зокрема султани та улами (релігійні вчені), володіють містичною силою. Наприклад, уважають, що прокляття спіткає того, хто буде невірний султану; тільки публічне визнання нелояльності та прохання пробачення зніме прокляття. Люди просять допомоги в духів померлих могутніх людей, відвідують їхні могили та обіцяють принести в жертву козу чи курку після здійснення прохання.
Серед малайців все ще є шамани-бомо, спеціалісти зі спілкування з духами. Коли немає ліків, до хворого запрошують шамана.

## Історія

Розширення імперії Шривіджая протягом VII—XIII ст.

За останніми науковими даними, приблизно за часів Христа предки малайців та інших споріднених з ними груп почали мігрувати з Калімантану на узбережжя Суматри, де вони поглинули або відтіснили вглиб острова місцеве австронезійське населення, що оселилися там століттями раніше. У перші століття нашої ери малайські мореплавці відігравали роль головних посередників у торгівлі між Китаєм та Індією й Середземномор'ям. Вже до середини I тис. н.е. на Суматрі виникли перші малайські держави, головними з яких були Мелаю на території сучасного Джамбі та Шривіджая на території Південної Суматри. В VII—VIII ст. вони об'єдналися в буддійську імперію Шривіджая, яка контролювала основні торговельні шляхи Західної Індонезії. Маючи столицю в сучасному Палембанзі, Шривіджая поступово завоювала всю Суматру, Західну та Центральну Яву та Малайський півострів, створивши колонії вздовж усього морського узбережжя та великих річок у межах своїх володінь. Шривіджая підтримувала дипломатичні відносини з Індією, Китаєм і протягом п'яти століть контролювала Малаккську та Зондську протоки. В період свого розквіту Шривіджая була великим центром міжнародної торгівлі та буддизму. Ця держава створила традицію, навколо якої надалі зростала малайська ідентичність.
Шривіджая домінувала в регіоні аж до свого занепаду в XI столітті. Кінець держави частково був пов'язаний з руйнівним нападом держави Чола з півдня Індії. В XIII—XIV ст. малайці Індонезії перебували в сфері впливу яванської імперії Маджапагіт; значним у цей період був культурний вплив з боку яванців. Разом із тим, падіння Шривіджаї аж ніяк не зменшило роль малайської мови в регіоні. Навернення в XIV—XV ст. на іслам сприяло консолідації малайців вже на новому ґрунті. Першість перейшла до султанату Малакка, що виник у XV ст. й контролював торгові шляхи острівної частини Південно-Східної Азії. Династія Малакки походила від давніх правителів Шривіджаї. Малайська мова стала мовою-посередником на Малайському архіпелазі. До складу малайців вливалися інші етнічні групи, що брали участь у торгівлі в регіоні. Малакка успішно просувала універсальну релігію, якою став іслам. Тим часом Палембанг спочатку став анклавом китайських піратів, а потім батьківщиною окремої, сильно яванізованої версії малайської культури.
Захоплення португальцями Малакки в 1511 році поклало край існуванню єдиної малайської держави й спонукало зростання в усьому регіоні дрібних султанатів, заснованих не лише малайцями, а й бугами, мінангкабау та арабськими авантюристами. Ці держави процвітали на торгівлі перцем до середини XVII ст. Лідерство Малакки в малайському світі спочатку певною мірою успадкував немалайський султанат Ачех, а згодом її прямий спадкоємець — султанат Джохор. У XVIII ст. голландські, британські й навіть французькі морські сили почали обмежувати свободу малайських держав. На початку XIX ст. британські та голландські колоніалісти поділили між собою регіон, Малайський світ розпався на британську Малайю під владою Великої Британії та суматранську частину під владою Нідерландів. Цей поділ мав культурні наслідки, які відчуваються й донині. В період голландського колоніального панування (XVII — перша половина XX ст.) на території сучасної Індонезії існували численні малайські султанати: Лангкат, Делі, Серданг, Асаган, Сіак, Індрагірі, Джамбі, Палембанг на Суматрі, Ріау-Лінга на розташованих на схід від неї островах, Потніанак, Самбас, Кутей, Булунган на Калімантані. В їхніх межах склалися сучасні групи малайців. Етнічна цілісність малайців Індонезії в XIX ст. була остаточно зламана.
За голландського правління уздовж східного узбережжя Суматри активно впроваджувалось плантаційне господарство (тютюн, каучук та інші культури). Це відбувалося за тісної співпраці європейського капіталу та малайських султанів. Для роботи на плантаціях було залучено багато китайських та яванських кулі. Малайські правителі отримували значні доходи від величезної індустрії плантацій, що була створена в регіоні, й тому були лояльними до колоніальної влади. Малайці Індонезії мало просунулися у створенні етнічної єдності, як це мало місце в Британській Малайї. Вони лишалися сильно диференційованою групою, їхня етнічна єдність не поширювалась за межі окремих султанатів. До того ж у багатьох султанатах малайці становили меншість населення, вони мали складні стосунки з великими групами мігрантів (яванців та китайців), а також з низкою місцевих груп населення: батаки та ін.

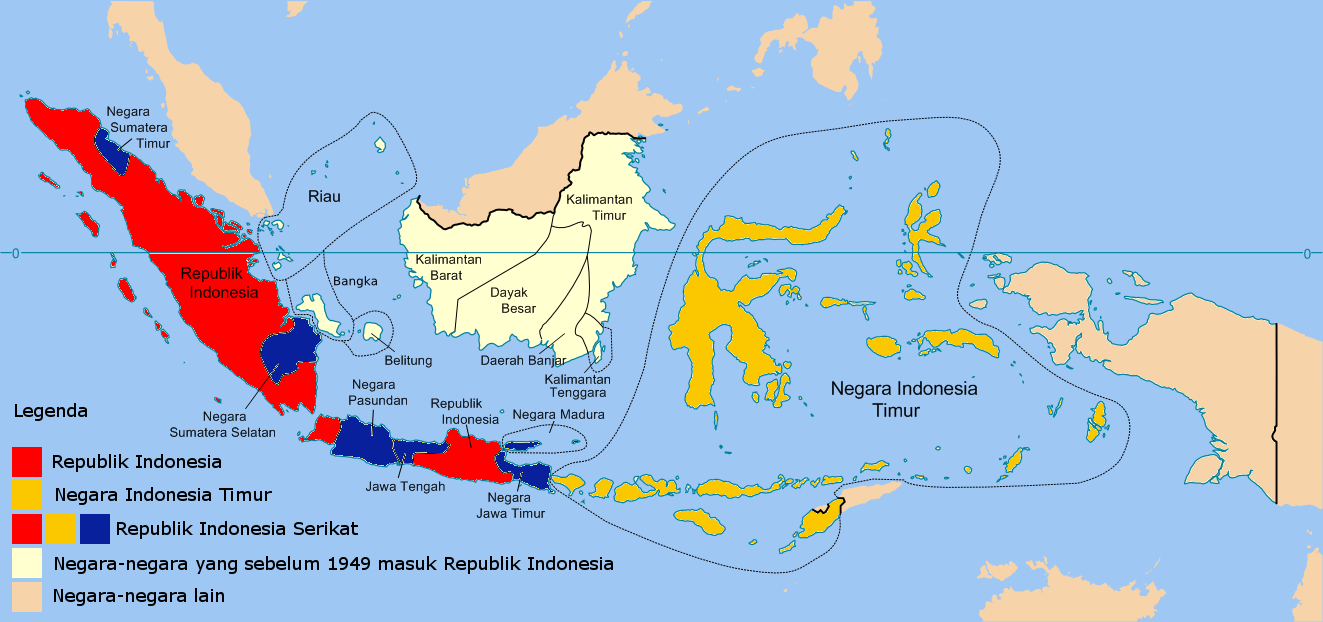
Сполучені Шатти Індонезії.

Малайські регіони Індонезії зазнали значних потрясінь під час боротьби країни за незалежність. Після проголошення Індонезію незалежності 1945 р., Нідерланди спробували силою відновити свої владу в країні. Малайська еліта Суматри та Калімантану, сподіваючись повернутись до влади після Другої світової війни, стала на бік голландців. Революційний уряд Сукарно, в свою чергу, звинувачував малайську аристократію в співпраці з голландцями та засуджував її як осередок архаїчного феодалізму. Багато членів султанських родин та їхні прихильники були вбиті в березні 1946 року в ході так званої Соціальної революції. До числа жертв потрапив зокрема й принц Амір Гамза (індонез. Amir Hamzah), визначний індонезійський поет 1930-40-х років. Малайські громади лишилися без політичного керівництва. Активні бойові дії між голландськими та індонезійськими військами тривати протягом 10 місяців і були особливо активними на території Яви та Суматри. Врешті голландці визнали суверенітет самопроголошеної Республіки Індонезія над частиною території Яви та Суматри, решта земель увійшла до складу залежних від Нідерландів квазі-держав, об'єднаних у складі так званих Сполучених Штатів Індонезії. Серед цих квазі-держав були зокрема й малайські Східна Суматра (індонез. Negara Sumatera Timur, 1947—1950) та Південна Суматра (індонез. Negara Sumatra Selatan, 1948—1950), автономний статус мав штат Західний Калімантан (1947—1950).
Східну Суматру, розташовану на території колишніх султанатів Лангкат, Делі, Серданг та Асаган, очолив Тенгку Мансур (індонез. Tengku Mansur), член султанської родини Асагану. Водночас султан Сіаку став на бік індонезійських націоналістів. Мансур намагався побудувати на півночі Суматри світську малайську державу, але не мав підтримки місцевого населення. Відмовившись від традиційної монархії, він не був підтриманий султанськими родинами. Не зміг він отримати й лояльності з боку великих «іммігрантських» громад (яванців та інших). Батаки взагалі вороже ставились до малайської влади й скористалися можливістю помститися над своїми колишніми сюзеренами. Врешті, в серпні 1950 року Мансур здався владі Республіки Індонезія. Східна Суматра була включена до складу нової провінції Північна Суматра з центром у Медані. Того ж року до складу незалежної Індонезії увійшли й усі інші малайські території.
Традиційні султанати, що були стовпами місцевих традицій та норм (адату) були зруйновані. Місцева ісламська влада із султаном на чолі щезла, на її місце прийшли загальнонаціональні структури, «індонезійське» керівництво. Після приєднання до унітарної Республіки Індонезія деякі члени королівської родини Понтіанаку були ув'язнені. На початку 1960-х років зазнали репресій і представники владної верхівки султанатів Східного Калімантану, звинувачені в нелояльності до центральної влади. Крім того, малайці Калімантану змушені були змиритися з утворенням нової провінції Центральний Калімантан, що стало «тріумфом» даяцького націоналізму над пануванням малайського ісламу. Місцеву владу за часів Сухарто очолювали представники центрального уряду, переважно етнічні яванці (в Ріау також мінангкабау), малайська ж громада зазнавала дискримінації й перейшла в стан підпорядкованої. Малайці більше не виступали як державотворча нація (бангса), вони стали однією з дуже багатьох племінних громад країни, нелояльних до нації (суку). Масштабна урядова політика трансміграції, спрямована на переміщення жителів густонаселених регіонів в малонаселені, на практиці була масовим переселенням яванців на Суматру, Калімантан, Ріау та в інші регіони. Поряд із переважно яванською етнічною належністю високопосадовців країни це сформувало в інших народів, зокрема й малайців, сприйняття центрального уряду як «яванського».
Специфічною склалася ситуація на островах Ріау. Близькість Малайзії обумовила той факт, що малайці Ріау більше орієнтуються на сусідні Сінгапур та Малайзію, ніж на центральний уряд. Частково це пояснується історичними зв'язками та політичною ситуацією, частково близькістю малайзійського варіанту малайської мови, а частково економічними перевагами сусідніх країн. Малайці Ріау перебувають в інформаційному полі малайзійських, а не індонезійських засобів масової інформації. Ріау (включаючи нині окрему провінцію Острови Ріау) була однією з провінцій, що були відзначені в період 1990—2004 рр. найвищим в Індонезії рівнем колективного насильства, яке було спрямоване переважно проти етнічних китайців.
Кінець режиму Сухарто в 1998 році супроводжувався новою національною стратегією децентралізації, яка мала певні позитивні наслідки для малайських громад країни. Популярний малайський лідер Різал Нурдін (індонез. Rizal Nurdin) був призначений губернатором Північної Суматри, отримали розвиток малайські організації, серед яких рух «Вільне Ріау» (індонез. Gerakan Riau Merdeka). Малайські провінції Суматри та Калімантану встановили контакти з Малайзією. Культурному розвитку малайських громад сприяло повсюдне відродження султанатів.

## Господарство
Основні заняття — землеробство, рибальство та торгівля.
Малайці Індонезії живуть у регіонах, де панують густі ліси та болота, земель, придатних для землеробства та тваринництва тут мало. Основною продовольчою культурою є рис, який вирощують на заливних полях-савахах, розташованих в дельтах та на берегах великих річок. Власного рису в Східній Суматрі та на Калімантані не вистачає. Саджають також кукурудзу, батат, маніок, арахіс, банани, цукровий очерет; овочів вирощують мало.
Східна Суматра з кінця XIX ст. стала основним районом плантацій в Індонезії. Тут вирощують каучук, чай, тютюн, олійну, арекову та кокосову пальми, сизаль, каву, перець, какао та інші культури. Проте основний контингент робітників на плантаціях становлять не місцеві малайці, а мігранти з інших районів Індонезії, переважно яванці. Каучук, каву, олійну та сагову пальми, тютюн, бавовник вирощують також у селянських господарствах Суматри. Культура кокосової пальми поширена переважно на островах між Суматрою та Калімантаном, на островах Ріау вирощують також гамбір (Uncaria gambir), перець, арекову пальму. Кокосову пальму вирощують і на Калімантані, важливими експортними культурами тут є також білий перець, арекова пальма, кава. Основним районом їхнього виробництва є Самбас на північному заході острова. В селянських господарствах вирощують каучук. Звичною продовольчою культурою на Калімантані є банани. Вирощування експортних культур призводить до скорочення площ, що відводяться під продовольчі культури.
Малайці Індонезії традиційно більше залежали від моря, ніж від суходолу. Скрізь поширене рибальство; в районах, де землеробство є неможливим, воно є основним заняттям населення. Важливішим є морське рибальство, хоча рибу ловлять також у річках та озерах, особливо на Калімантані. Рибу ловлять не лише для власного споживання, а й на продаж (у сушеному та соленому вигляді). Крім риби, ловлять багато крабів, креветок, трепангів, устриць.
Тваринництво відіграє незначну роль через відсутність пасовищ. Розвиток свинарства неможливий через ісламські канони, яких дотримуються малайці. Велику рогату худобу більше тримають джамбійці та палембанги, переважно як тяглових тварин. У деяких господарствах зустрічаються кози. Птахівництво також слабко розвинене, в окремих районах тримають курей та качок, також розводять півнів для боїв. Тваринництво відіграє незначну роль і на Калімантані. На західному узбережжі як тяглову худобу використовують биків, на східному — буйволів. Скрізь тримають курей.
Ліси Східної Суматри є важливим джерелом деревини, яка використовується як будівельний матеріал і для виготовлення дерев'яних виробів, а також меду, воску, цінних смол, пташиних гнізд. Важливою статтею доходів на Калімантані є збирання лісових смол; проте частіше малайці не самі збирають їх, а скуповують у даяків. У малайців області Пасір на східному узбережжі основним продуктом експорту є ротанг. Його тут вирощують на плантаціях та присадибних ділянках, а також збирають у лісі. В прибережних районах Суматри та Ріау експлуатують зарості пальми ніпа, з її листя роблять легке й дешеве покриття для даху.
Серед малайців існує значний прошарок міського населення. Багато міських малайців працює урядовими службовцями, техніками, заводськими робітниками, у сфері обслуговування, займаються торгівлею та дрібним підприємництвом.
За розвитком промисловості в Індонезії Східна Суматра йде слідом за Явою. На Суматрі та Калімантані діють підприємства з видобутку та переробки нафти, на островах Банка, Белітунг та Сингкеп видобувають олово, на острові Бінтан — боксити. На сході Суматри діють також підприємства харчової, текстильної, металообробної промисловості. Вони зосереджені в нечисленних містах. У Палембанзі розвинене суднобудівництво та судноремонт у Медані — гумова промисловість. Існують цегельне та черепичне виробництва, діють поліграфічні підприємства. На видобувних та промислових підприємствах, як і на плантаціях, працюють переважно не малайці, а представники інших народів Індонезії, найбільше яванці.

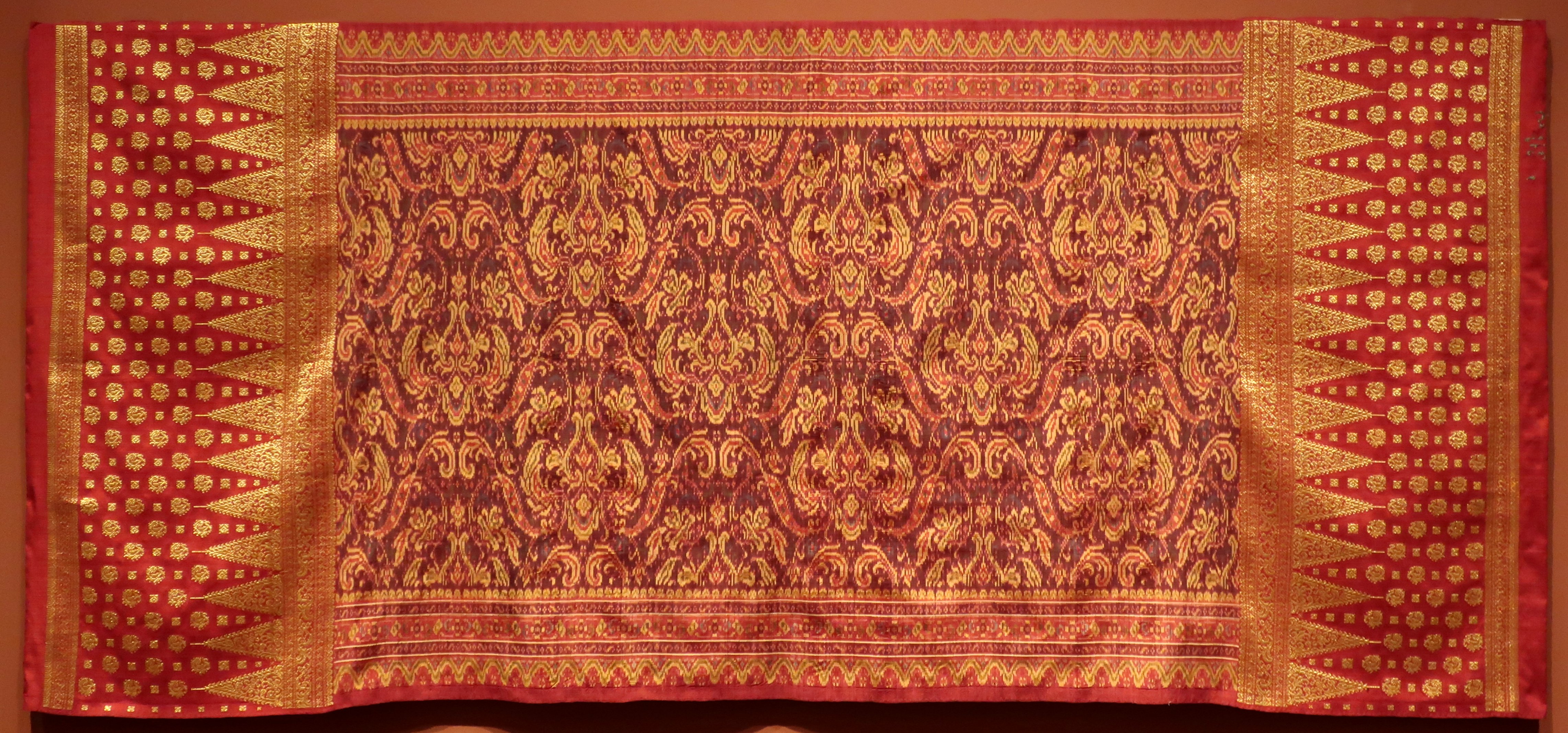
Палембанзька тканина.

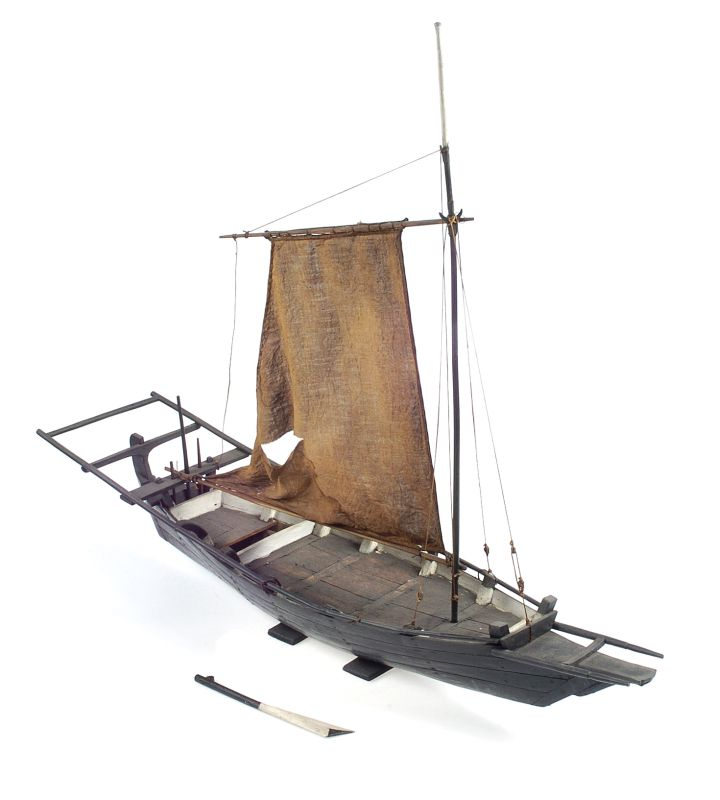
Модель малайського човна прау.

Міста та селища Східної Суматри є старовинними центрами високорозвиненого ремесла. До числа найрозвиненіших його видів належать різьблення по дереву, яким прикрашають місцеві будівлі, а також ткання полотна сонгкет, в яке вплітають золоті нитки. Ткачі з Палембангу виготовляють знамениті шовкові саронги яскравих кольорів, а також парчеві тканини. У селах збереглося виробництво бавовняних тканин та їх фарбування за допомогою рослинних барвників. В окремих районах розвинене виробництво батику, плетіння. Палембанзькі й джамбійські ковалі та ювеліри виготовляють найтонші філігранні вироби, художньо оформлені посудини, чудові зразки холодної зброї. На Калімантані розвинуті гончарство, виробництво цегли, кустарних меблів з дерева та ротанга, різні види плетіння. Майже в кожному малайському селі є свої корабельні майстри. Парусні малайські човни прау здійснюють рейси між островами Індонезії.
Традиційно малайці займаються регіональною торгівлею. В одній особі часто поєднується торговець і мореплавець. Водний транспорт має величезне значення для малайців, і не лише морський, а й річковий. Річки лишаються головними транспортними артеріями на Суматрі та Калімантані.
У 2005 році в провінціях зі значною чисельністю малайського населення показники Індексу людського розвитку, що враховують дохід, стан охорони здоров'я та освіти, були вищими за загальнонаціональний показник: 73,6 для провінції Ріау (третій показник після Джакарти та Північного Сулавесі), 72,2 для Островів Ріау, 71 для провінції Джамбі, 70,7 для Банка-Белітунг, 70,2 для Південної Суматри (69,6 для Індонезії в цілому). ВВП на душу населення (навіть без доходів від нафти та природного газу, важливих для Ріау, Джамбі та Південної Суматри) також є дуже високим за національними стандартами: 29 348 доларів США для островів Ріау, 6 982 доларів США для Джамбі, 7 774 доларів США для Південної Суматри, 12 234 долари США для Бангка-Белітунг і 17 264 долари для Ріау.

## Суспільство
Соціальні стосунки в малайському суспільстві багатоукладні, общинні традиції, що регулюють життя сільського населення, поєднуються з феодальними формами, що склалися в рамках традиційних султанатів, та сучасними капіталістичними відносинами. У колишніх султанатах суспільство мало чітку ієрархічну структуру, на чолі якої стояв султан та його родина. Після досягнення Індонезією незалежності соціальні відносини були демократизовані, особистість, посада та матеріальне становище стали мати більшу вагу, ніж спадкові звання.
Малайські села-кампунги утворюють територіальні сусідські громади, які зазвичай водночас є й базовими адміністративними одиницями. Очолює кампунг сільський голова (пенгулу), який тепер обирається згідно зі встановленим державою порядком. Важливою персоною є також імам, релігійний лідер громади, він керує колективними молитвами, займається релігійним вихованням, вирішує питання шлюбу, розлучення та спадщини. До пенгулу та імама селяни звертаються для вирішення конфліктів.
Сільські громади невеликі, всі добре знають один одного, часто разом працюють, допомагають один одному в надзвичайних ситуаціях або в проведенні великих святкувань. Мешканці села зважають на почуття один одного, соціальна гармонія підтримується внутрішнім усвідомленням гідності й самоповаги, а не зовнішнім примусом. Людина намагається уникати ситуації, коли односельці вважатимуть її такою, яка не дотримується звичаїв.
Мешканці села або сусідніх сіл можуть належати до одного роду (суку), але ці зв'язки для малайців повністю втратили значення.
Базовою одиницею малайського суспільства є нуклеарна сім'я (келамін), яка складається з чоловіка, дружини та їхніх неодружених дітей. Уважається нормою, що кожна людина має бути в шлюбі. Відповідно до ісламського закону, чоловік може мати до чотирьох дружин, але трапляється це рідко, більшість шлюбів є моногамними.
Шлюб вкладається за мусульманськими нормами, але в шлюбній церемонії ісламські правила поєднуються з давніми народними звичаями, особливо в селах. Вкладання шлюбу обставляється складним ритуалом, метою якого є залучити добрі сили та забезпечити потомство в новій сім'ї. Обряд одруження здійснює або представник мусульманського духовенства, або старійшина села, або обидва разом. Молодята вдягають весільне вбрання та прикраси. У заможних сім'ях шлюбні урочистості справляють особливо бучно. Існує плата за наречену, яку отримують батьки нареченої, або ж вона лишається в молодого подружжя на заведення власного господарства.
Молодята можуть деякий час жити з батьками дружини, перш ніж поставлять поруч власну хату. У хаті батьків пара підкоряється батькові та вносить свою працю чи заробіток у спільне домогосподарство.
Спорідненість рахується як за батьківською, так і за материнською лінією, хоча шляхетні титули передаються лише за чоловічою лінією. Окремі терміни відрізняють порядок народження братів і сестер. Це стосується як дітей, так і дорослих та літніх людей.
Чемність є дуже важливим аспектом малайського суспільства. Молодші з повагою ставляться до старших, нижчі за рангом — до людей, що займають вищий щабель на ієрархічній драбині суспільства. Проте стосунки між свояками є досить формальними.
Досить низькою є участь малайських жінок в політичному та економічному житті в порівнянні з чоловіками. Для провінції Джамбі Ступінь гендерної довіри 2002 року становив 46,8, для Ріау — 40,4, для Банка-Белітунг — 38,9, лише Південна Суматра мала показник 56,9, вищий за загальнонаціональний 54,6.

## Побут

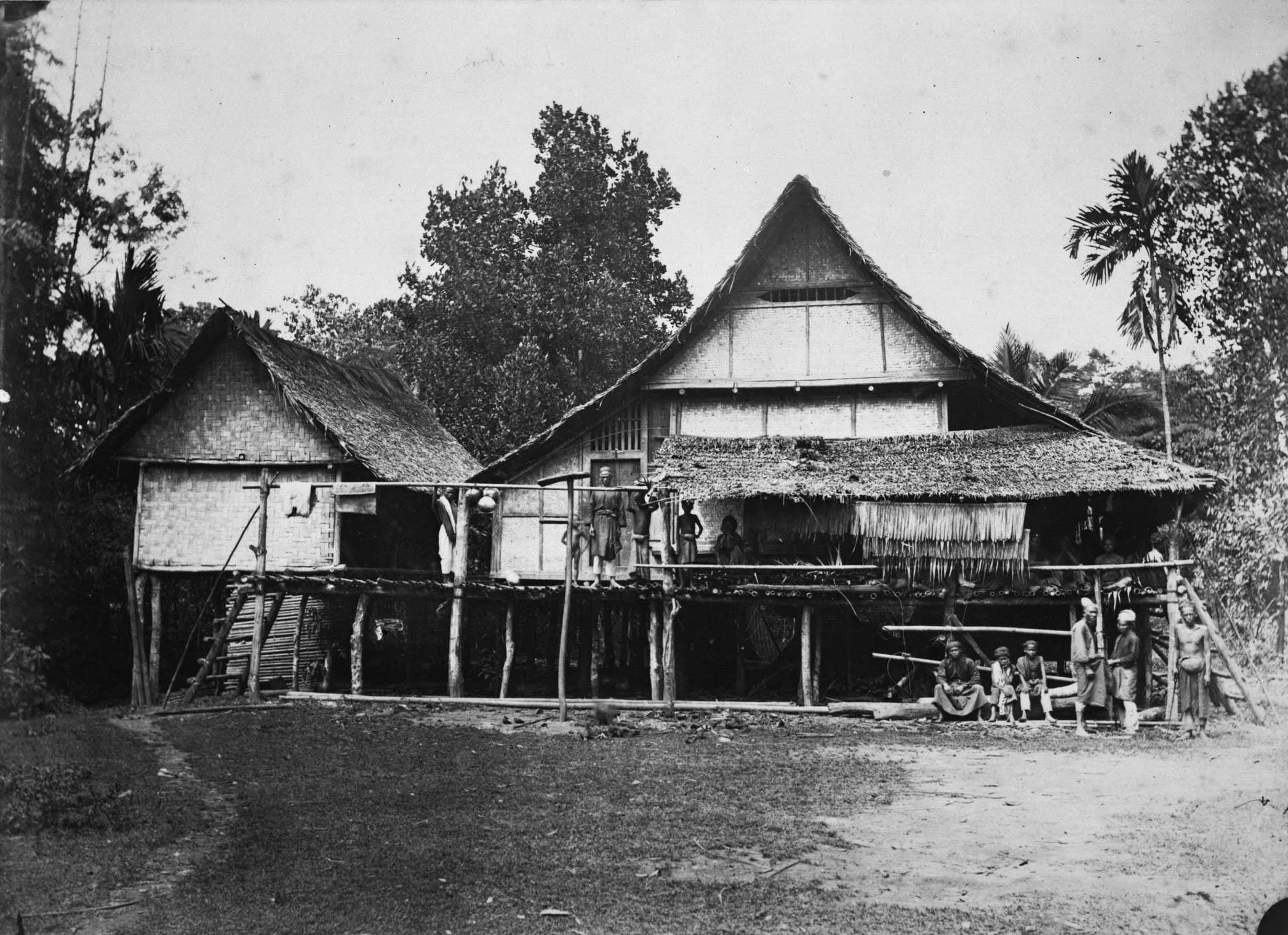
Малайська хата в султанаті Делі (1870 рік).

Малайські села (кампунги) розташовуються вздовж річок або доріг. Вони мають лінійне планування, декілька десятків хат можуть стояти одна навпроти одної й утворювати вулицю. Села бувають різними за розміром, можуть складатися лише із декількох хат, а можуть налічувати й декілька тисяч жителів. Великі кампунги мають центральний майдан.
Традиційні малайські хати прямокутні в плані, розраховані на одну сім'ю. Хати мають каркасну конструкцію, їх ставлять на палях, основний матеріал — бамбук. Стіни набирають з дерев'яних дощок, вони не мають вікон, вхід через двері в центрі споруди, дах криють сухим листям або черепицею. Спереду, часто нижче рівня підлоги основної частини хати, розташовується веранда (селасо), яка може мати низьку огорожу із сагової пальми. Кухонне приміщення із земляним вогнищем знаходиться в прибудові за основною хатою й з'єднане з нею проміжною кімнатою (тело). Простір під хатою використовується як хлів для худоби, пташник, місце для зберігання риболовного та сільськогосподарського знаряддя.
Конструкція хати має регіональні особливості. В Ріау відомі два типи житла: рума-мелінтанг (або рума-бубунган, прямокутна в плані хата з довгим гребенем) і рума-лімас (квадратна в плані хата з коротким гребенем і чотирисхилим дахом).
У селах, розташованих на морському узбережжі, а також на берегах великих річок, звичайним явищем є хати, що стоять над водою. Нерідко поселення стоять на мілководді, за декілька десятків, навіть сотень метрів від берега. Хати стоять на високих (від 1,5 до 3,5 м) палях і пов'язані між собою містками, що утворюють «вулиці» та «провулки». Довгі містки ведуть до берега. У деяких районах будують хати на плотах, їх можна легко перевозити річкою або вздовж морського берега.
Інтер'єр малайської хати нескладний, в передній її частині розташоване приміщення для прийому гостей, далі за плетеною стіною знаходиться велика кімната, яка завісами та циновками може бути поділена на окремі спальні відділення. У хаті є звичайні для індонезійців побутові предмети: плетені скрині та короби, на стінах у плетених сітках висять сита, ковші, глечики. Поряд із грубої роботи керамічними виробами місцевого виробництва використовують металеве начиння. У кімнатах стоять прості дерев'яні столи та стільці. Скрізь багато циновок різної форми та розмірів. Чистота є характерною властивістю малайського житла.
Більшість міст Східної Суматри та Калімантану виросла протягом XX ст., темпи їхнього зростання особливо збільшились у часи незалежної Індонезії. Всі найбільші міста розташовані на великих річках або на морському узбережжі. Найбільше місто — Медан, що знаходиться в провінції Північна Суматра. Воно було засноване в кінці XIX ст. Місто добре сплановане, має широкі вулиці, багато будинків сучасної архітектури. Визначною пам'яткою Медана є мечеть, одна з найгарніших в Індонезії. Населення міста мішане, тут живуть малайці, батаки, яванці, мінангкабау, багато китайців. Іншим великим містом є Палембанг, адміністративний центр провінції Південна Суматра. Він стоїть на обох берегах річки Мусі та її численних рукавах і протоках. Палембанг називають індонезійською Венецією. Човни є головним засобом пересування в місті, вони тисячами снують річкою Мусі. Багато човнів водночас є й житлом.
Традиційний чоловічий одяг — це саронг, який зав'язують навколо талії, та сорочка з довгими рукавами (баджу). У наш час чоловіки носять переважно одяг в європейському стилі. На голову вдягають чорну оксамитову шапчину печі, на ноги — сандалі або туфлі. Селянський одяг дуже простий, вдягають короткі штани по коліна та широкополий плетений капелюх, який захищає від сонця не лише голову, а й спину; ходять босоніж.
Жінки більше зберігають традиційний одяг, основними елементами якого є саронг та довга розстібна кофта кебая. Колись були популярними індійські тканини, зараз саронги виготовляють з індонезійського полотна. Волосся вкладають у великий вузол на потилиці. Обличчя прикривають чадрою, на ноги вдягають тапочки або ж ходять босоніж.

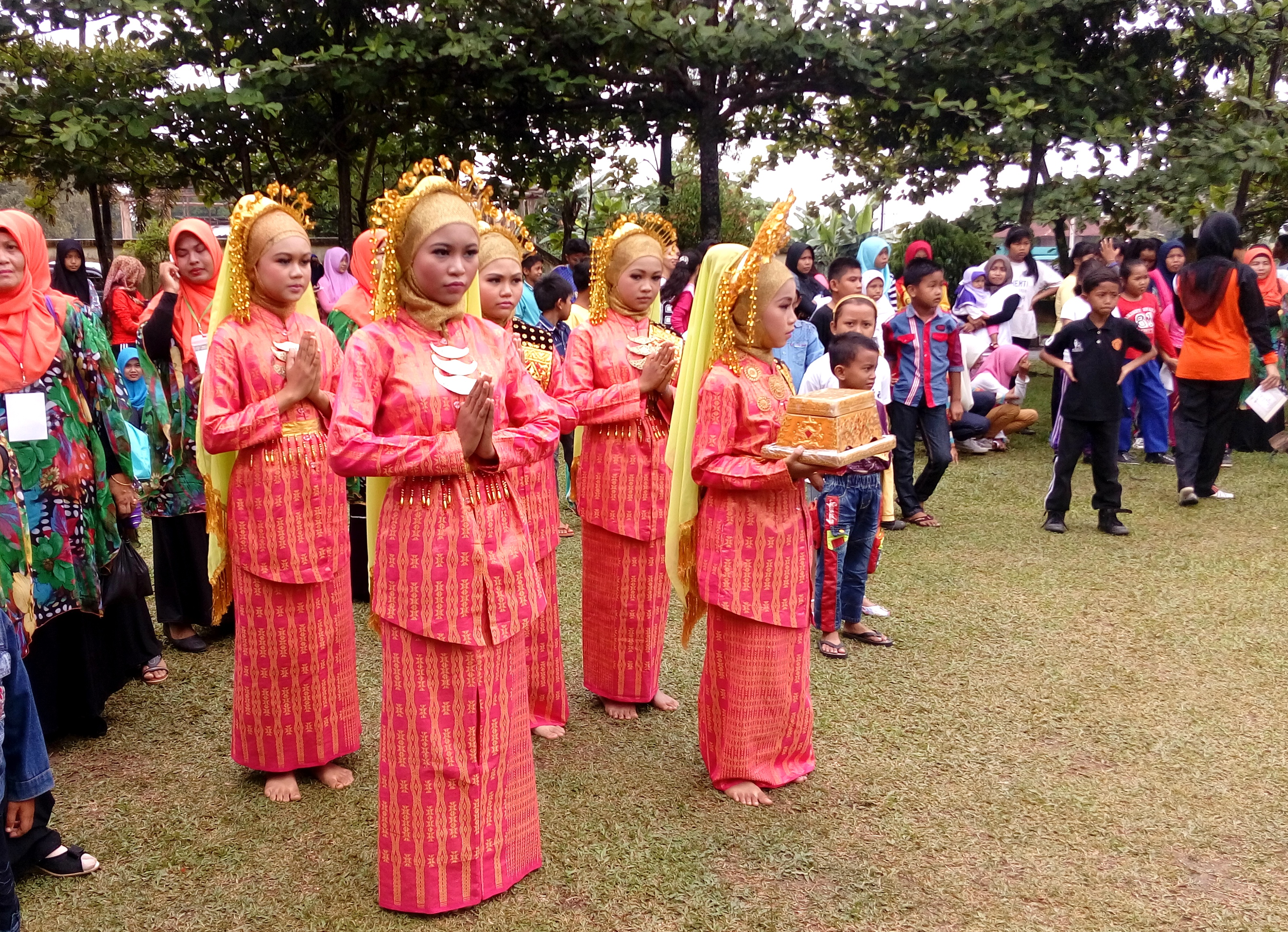
Малайські дівчата у святковому вбранні.

Церемоніальний одяг жінок відрізняється лише матеріалами: саронги з шовку, вишиті золотими нитками, а кебая з атласу. Схожим є вбрання чоловіків, але переважає чорний колір. У них ще є ще додаткова святкова тканина, яку носять на одному боці (каїн-сампінг); вона має мати колір, що контрастує із забарвленням інших елементів костюму. Взагалі одяг може бути будь-якого кольору, крім жовтого, який є привілеєм членів родини султана. Крім того, чоловіки вдягають головний убір, стиль якого залежить від рангу людини.

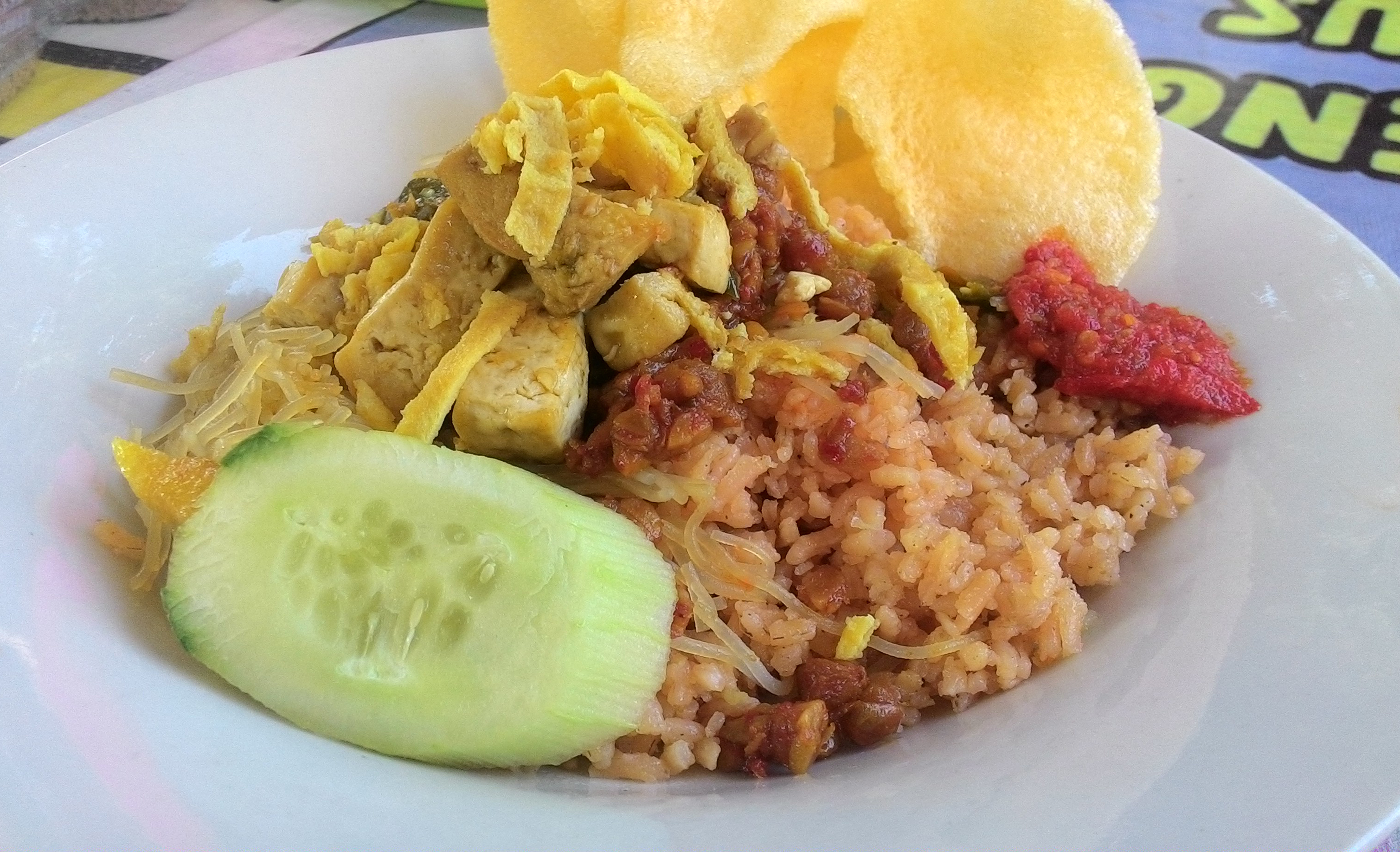
Насі-міньяк.

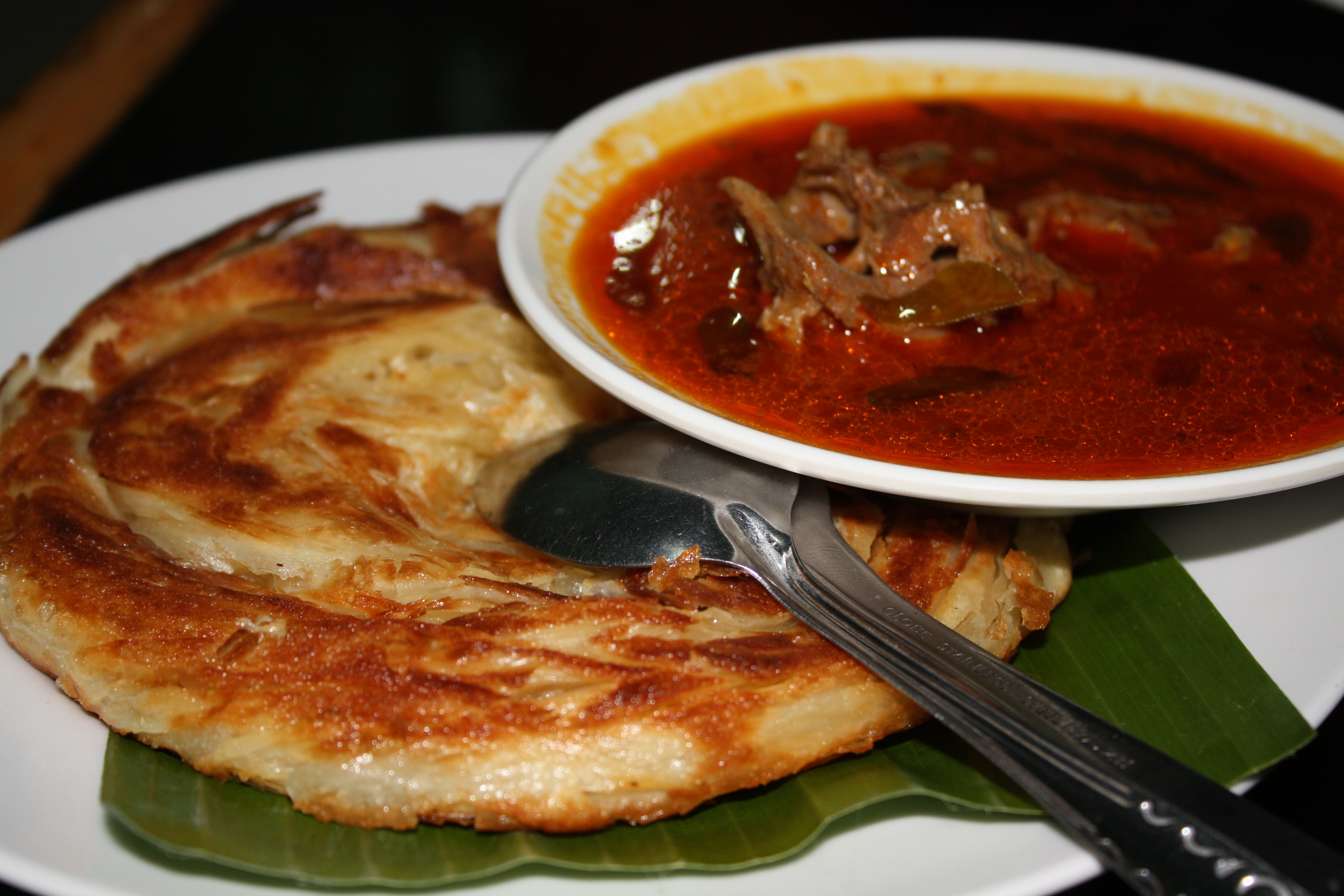
Ратічанай і карі.

Варений рис (наса) становить основу раціону малайців, його їдять з рибою, овочами та соусом самбал (суміш перців з різними додатками). Їдять багато риби. ЇЇ тушкують (в кокосовому молоці з перцем чилі та іншими спеціями), варять (з чилі та тамариндом, простіший рецепт — з сіллю та часником), смажать або готують на грилі. Рибу також в'ялять на сонці, коптять, фарширують, а деякі види вживають і сирими. Додатком до рисового столу є банани, різноманітні овочі (амарант, баклажани, стручкова квасоля, кабачки) та фрукти, страви з маніока. Завжди додають гострі приправи: самбал, терасі (паста із заквашеної дрібної риби та креветок з перцем, сіллю, тамариндом).
Звичайний малайський сніданок складається з вареного маніока або батата, які їдять з тертим кокосовим горіхом та цукром або солоною рибою та соусом самбал.
Птиця та яйця є делікатесами, м'яса майже не їдять.
Улюбленими напоями є кава та чай; спрагу заспокоюють соком кокосового горіха. Готують вино із соку кокосової та сагової пальм.
Святкова їжа — плов (насі-горенг) з великою кількістю прянощів та подрібненими продуктами тваринного або рослинного походження, маленькі шашлики з козлятини або курятини (сате). Насі-міньяк (варений рис з пряженим маслом та спеціями) нагадує індійський рис бір'яні.
Для особливих подій готують лемпок (цукерки з кокосового молока, цукру та рисового борошна), емпінг (крекер з горіхами гнетум), ваджик (чорний липкий рис, зварений з кокосовим молоком або пальмовим цукром до висихання, а потім нарізаний брусочками). Їдять також асіду (страва з пшеничного борошна, декоративно сформована, залита олією й посипана часником), ротічанай (плоский хліб, засмажений в індійському стилі).
Як мусульмани, малайці не їдять свинину й зазвичай не вживають алкоголь. Бетель жують переважно літні жінки.
Одруження в малайців проходить за сталими правилами й передбачає ряд обов'язкових кроків. Спочатку сторона молодого робить вибір потенційної нареченої й звертається до її батьків, щоб дізнатися їхньої думки щодо можливого союзу. Якщо сторона дівчини висловлює своє позитивне ставлення до пропозиції, сім'я хлопця посилає свого найстаршого родича (сесепу) та його дружину з офіційною пропозицією. Під час цього візиту використовується спеціальна атрибутика, а сама пропозиція виголошується поетичною мовою. Наступним кроком родичі молодого приносять у хату молодої попередньо погоджені весільні подарунки. На знак формалізації заручин долоні й підошви майбутньої пари фарбують хною в червоний колір. Увечері улама проводить акад-ніка (ісламська весільна церемонія); родичів має бути непарне число (3–11), вони благословляють молодих, посипаючи їх спеціальною борошняною сумішшю. Наступного дня після полудня хода з нареченим прямує до хати нареченої, вони грають на барабанах ребана та виконують вправи бойового мистецтва силат. Родина нареченої вітає групу, обсипаючи учасників сирим жовтим рисом; обидві сторони ходять вперед-назад, декламуючи по черзі вірші пантун. Пара підіймається на церемоніальний поміст (пеламінан) і проводить ритуал взаємного годування (суап-меньюап); в Ріау молоді мають відмовитися приймати їжу з рук один одного на знак самоповаги. Далі пара вклоняється батькам і просить їхнього благословення. Після цього моменту розпочинають весільний бенкет.
Спеціальними церемоніями супроводжується народження дитини. Для забезпечення успішних пологів на сьомому місяці вагітності проводиться церемонія, яка зветься толакдуе в Ріау й нуак у Джамбі. Відразу після народження дитини над нею промовляють молитву азан за хлопчика або гамат за дівчинку. Дівчинці на язик кладуть краплю меду, щоб вона виросла солодкою в своїх чеснотах. Плаценту загортають у білу тканину, кладуть у невеликий кошик і закопують у дворі. Через кілька днів після народження дитина отримує ім'я, церемонія супроводжується першою стрижкою, жертвою двох козлів за хлопчика або одного козла за дівчинку. У віці трьох місяців дитину змушують вперше ступити на землю, ця церемонія зветься турун-тана; дівчаткам наперед проводять перше проколювання вух. Перехід хлопчика до категорії чоловіка символізує обряд обрізання (сунат-расул). До цієї священної церемонії він має засвоїти навички декламування всього Корану, виконання елементів бойового мистецтва силат та танцю запін.
Малайська поховальна церемонія відповідає загальній ісламській традиції. Похоронні молитви (тагліл) проводяться протягом трьох днів після поховання та на сьомий, двадцятий, сороковий і сотий день після смерті.

## Мистецтво та розваги
Малайська література має давні й багаті традиції, серед них історичні перекази та хроніки, релігійні оповідання, малайські варіанти індійського епосу, сучасна художня література. Давні писання часів індуїстсько-буддійської Шривіджаї були втрачені, ставши жертвами тропічного клімату, але багата література пізнішої ісламської придворної традиції збереглася до нашого часу в рукописах, які копіювалися та відтворювались, частковоі перероблялись протягом багатьох поколінь. До цієї категорії творів належать зокрема віршовані хроніки напівлегендарного характеру, такі як «Оповідання про раджів Пасаю» (малай. Hikayat Raja-raja Pasai), «Малайська історія» (малай. Sejarah Melayu), «Оповідання про Ганг Туа» (малай. Hikayat Hang Tuah) і «Коштовний подарунок» (малай. Tuhfat al-Nafis). У XIX ст. місто Пеньєнгат (малай. Penyengat) на островах Ріау було останнім великим центром класичної малайської літературної традиції. З утворенням незалежної Індонезії література суматранських малайців увійшла до загального русла індонезійської літератури.
Більшість малайців до недавнього часу були неграмотними й писемна література була для них недоступною. Тому, поряд із літературною традицією, протягом століть розвивався й підтримувався фольклор. Його улюбленими жанрами серед малайців є пантуни та шаїри. Шаїри — це великі римовані твори для співучого виконання, присвячені історичним та легендарним подіям, історіям кохання, повчальні оповідання. Пантуни — короткі, часто імпровізовані римовані вірші з чотирьох рядків на різноманітні теми. Малайці й досі влаштовують своєрідні змагання в майстерності виконання пантунів.
До середини XX ст. в малайському світі були популярні кілька форм співаного театру, деякі з них надзвичайно еклектичні (поєднують малайський, яванський, індійський, близькосхідний, індійський та західний впливи).

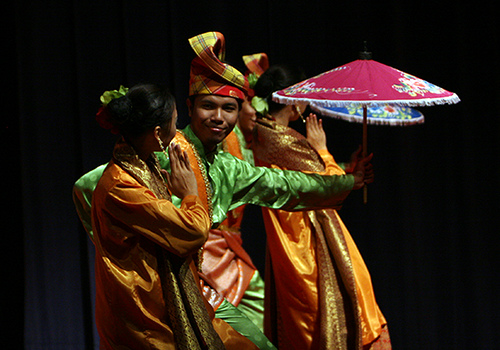
Малайський танець джогет.

Жодне малайське свято не обходиться без танців та музики. Традиційні урочистості обов'язково включають танець джогет (малай. Joget). Він починається з виступу однієї або декількох співачок-танцівниць. Дівчина викликає до танцю партнера з числа глядачів. Якщо чоловік захоче з нею танцювати, він мусить заплатити певну суму, так утворюються пари молодих танцюристів. Ще однією популярною формою танцю, що супроводжує святкування, є запін (малай. Zapin). Пара або пари танцюють під акомпанемент лютні, барабанів, іноді ще скрипки чи акордеона. Раніше це був лише чоловічий танець, тепер у ньому беруть участь і жінки. Менарі — ще один спільний танок. Також популярним є танець зікір (малай. Zikir), в якому виконавці поєднують пісенну хвалу Аллаху з динамічними рухами рук у сидячому положенні.

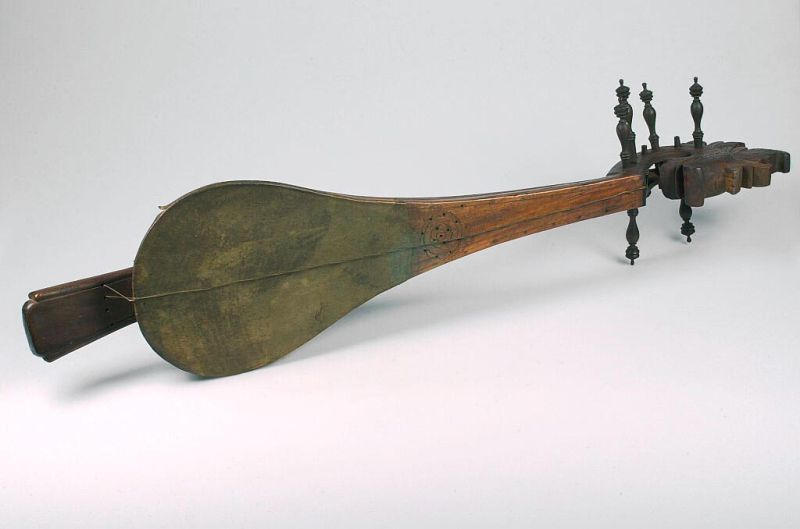
Ґамбус з острова Калімантан.

Із музичних інструментів найбільшою популярністю користуються ґамбус (різновид шестиструнної лютні), біола (різновид скрипки), кетипунг (невеличкий барабан), марвас (двоголовий барабан), ребана (бубон), гонги, різні види ксилофонів, а також духових інструментів.
Існує малайська традиція популярної пісні лаґу-мелаю (малай. Lagu Melayu), натхненної арабськими та індійськими зразками. В модернізованій версії вона стала основою популярного в Індонезії жанру поп-музики дангдут (індонез. Dangdut).
Малайці здавна практикують власну форму бойового мистецтва, яка називається силат (малай. Silat). Для неї характерними є витончені рухи рук, що нагадують ґунфу чи тайцзіцюань, легкі у виконанні, як танець.
Популярними розвагами є бої півнів та цвіркунів, ігри в м'яч, у дзиґу-ґасинг (малай. Gasing), в шахи та шашки, боротьба повітряних зміїв, гонки моделей парусних човнів з балансирами. Дуже цікавими й захопливими є гонки справжніх човнів — парусних та веслових. На всіх змаганнях вкладаються азартні угоди, виграють та програють великі суми грошей.